# Jean-Antoine Villemin

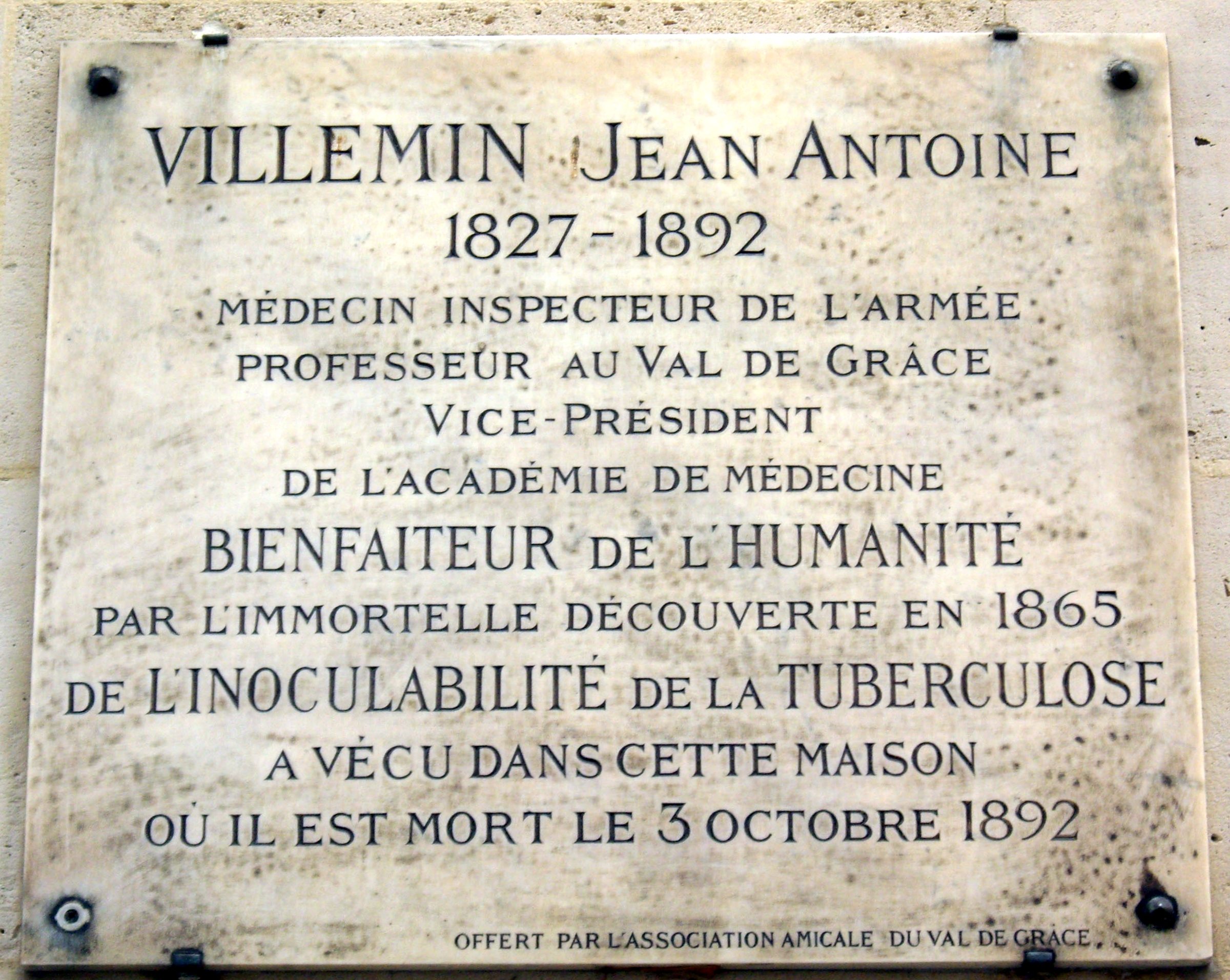
Minnestavla på Villemins bostadshus på 31 rue de Bellechasse i Paris.

Jean-Antoine Villemin, född 24 januari 1827 i Prey, departementet Vosges, död 6 oktober 1892 i Paris, var en fransk läkare.
Villemin blev 1853 medicine doktor, var sedan anställd som militärläkare och befordrades slutligen till médecin-inspecteur för reservkadrerna. Han tillkommer i främsta rummet förtjänsten av att ha bevisat tuberkulosens smittsamhet. Genom experiment visade han att den genom ympning kan överföras från människan till kaninen. Endast genom ett specifikt sjukdomsgift kan tuberkulosen framkallas. Den uppstår aldrig av sig själv; svaghet, fattigdom, yrke, ärftlighet och andra sådana inflytelser står icke i något direkt orsaksförhållande till densamma. Han framlade sina resultat dels i smärre avhandlingar, dels i sina böcker Du tubercule au point de vue de son siége, de son evolution et de sa nature (1862) och Études sur la tuberculose, preuves rationelles et expérimentales de sa spécificité et de son inoculabilité (1867).